# بونتكیانالي
بونتكیانالي هي بلدة إيطالية تقع في إقليم بييمونتي،إيطاليا.